# Cochleanthes flabelliformis
Cochleanthes flabelliformis es una especie de orquídea epifita, originaria de Sudamérica.

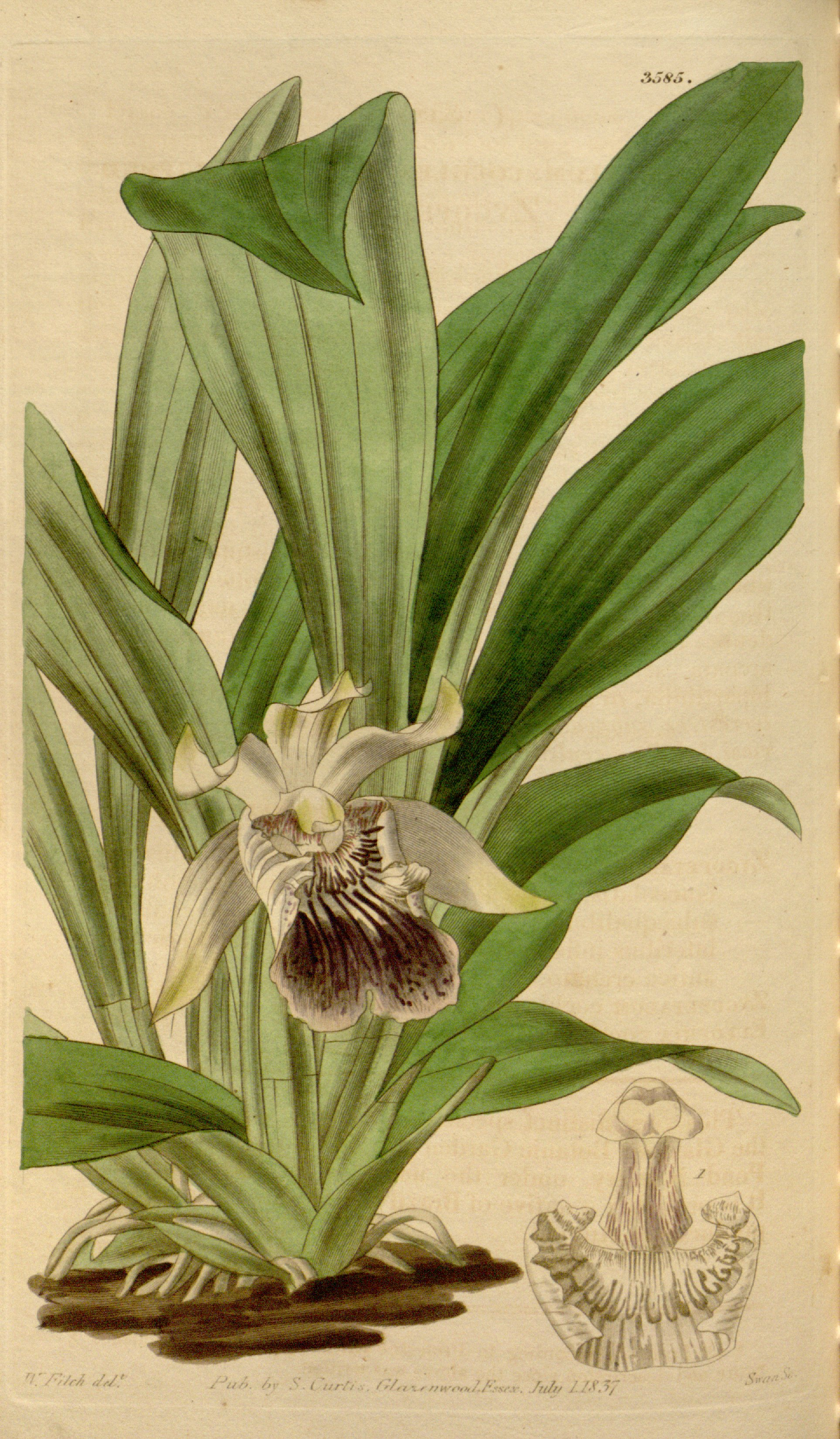
Ilustración

## Descripción
Es una especie de orquídea de tamaño pequeño a mediano que prefiere el clima cálido, con hábitos de epifita o litofita cespitosa, que tiene hojas basales linear-lanceoladas, de color verde pálido,  superpuestas, basalmente articuladas que se presentan en forma de in laxo abanico. Florece en el verano en una inflorescencia robusta, erguida, axilar de 10 cm de largo pedúncular con una sola flor, cerosa, efímera que es grande y fragante.

## Distribución y hábitat
Se encuentra en Jamaica, Honduras, Nicaragua, Venezuela, Colombia y Brasil en los bosques montanos húmedos relativamente inalteradas en elevaciones de 250 a 1.200 metros.

## Taxonomía
Cochleanthes flabelliformis fue descrito por (Sw.) R.E.Schult. & Garay y publicado en Botanical Museum Leaflets 18(6): 324. 1959.
Etimología
Cochleanthes: nombre genérico que se refiere a la forma de la flor (en griego, cochlos que significa "concha" y anthos que significa "flor").
flabelliformis: epíteto latíno que significa "con forma de abanico".
Sinonimia
- Epidendrum flabelliforme Sw. (1788) (Basionym)
- Chondrorhyncha flabelliformis (Sw.) Alain (1962)
- Cochleanthes fragrans Raf. (1837)
- Cymbidium flabelliforme (Sw.) Sw. (1799)
- Epidendrum flabelliforme Sw. (1788)
- Huntleya imbricata Rchb.f. (1852)
- Warczewiczella cochlearis (Lindl.) Rchb.f. (1852)
- Warczewiczella cochleata Barb.Rodr. (1883)
- Warczewiczella flabelliformis (Sw.) Cogn. (1903)
- Warczewiczella gibeziae (N.E.Br.) Stein (1892)
- Zygopetalum cochleare Lindl. (1836)
- Zygopetalum cochleatum Paxton (1838)
- Zygopetalum conchaceum Hoffmanns. ex Rchb.f. (1863)
- Zygopetalum flabelliforme (Sw.) Rchb.f. (1863)
- Zygopetalum gibeziae N.E.Br. (1888)[1][4][5]